# Cazaubon
Cazaubon är en kommun i departementet Gers i regionen Occitanien i sydvästra Frankrike. Kommunen ligger i kantonen Cazaubon som tillhör arrondissementet Condom. År 2022 hade Cazaubon 1 663 invånare.

## Befolkningsutveckling
Antalet invånare i kommunen Cazaubon
Referens:INSEE